# Hermenianismo
Se llama hermenianismo a la doctrina de Georg Hermes, teólogo que nació en 1775 en Dnegelwald en Westfalia. 
Fue sucesivamente profesor en Münster y en Bonn. Publicó en 1819 el primer tomo de una obra titulada: Introducción a la teología cristiana católica. Este primer tomo contenía la Introducción filosófica. En 1829 publicó el segundo tomo o Introducción positiva. El abad Achterfeldt publicó, en 1834, después de la muerte de Hermes, la continuación de esta obra bajo el título de Dogmática cristiana católica.
El objetivo que se propuso Hermes en esta obra fue demostrar filosóficamente la verdad del cristianismo. En el momento en que Lamennais, en Francia, tornaba su punto de partida fuera del hombre y poseía la razón general, como el criterium de la verdad, Hermes, haciendo abstracción de toda idea recibida y tradicional, ponía en práctica el método cartesiano en todo su rigor, partía de la duda para elevarse progresivamente con la ayuda de la reflexión y del raciocinio hasta verdades generales, y de aquí a las verdades cristianas.

## Defensa y contestación de su doctrina
La aparición de los dos primeros tomos de la Introducción de Hermes fue un acontecimiento en Alemania. El filósofo cristiano respondía perfectamente a las necesidades intelectuales de su país trabajado hacía ya mucho tiempo por teorías nebulosas que todas ellas no conducían más que al escepticismo más exagerado. Tuvo numerosos discípulos, especialmente en Colonia y en la facultad de teología de Bonn. Pero tuvo admiradores, su superioridad engendró celos en el seno de la Iglesia. Se le denunció a Roma como racionalista. Falleció en estas circunstancias (26 de mayo de 1831). De Spiegel, arzobispo de Colonia, tomó la defensa de los hermenianos. Este prelado fundó, de concierto con el rey de Prusia, la facultad de teología de la universidad de Bonn. Suprimió la enseñanza de la teología en su seminario y envió a los discípulos a Bonn para que siguieran los cursos de esta facultad. Habiendo sido denunciados los profesores en la corte de Roma, Spiegel escribió al papa para prepararle contra las falsas acusaciones de que era objeto. Gregorio XVI le respondió que se alegraba del bien que hacía a la facultad de Bonn y le alentó a fin de que este bien fuera duradero, para que preparase á los profesores contra las tendencias racionalistas que estaban muy generalizadas en Alemania y hasta entre los mismos teólogos.
A fines de 1832 murió el arzobispo de Spiegel. Al instante volvieron a comenzar las denuncias contra las obras de Hermes, que fueron censuradas por un decreto fechado en 26 de septiembre de 1835. Hargen, administrador de la diócesis, no publicó este decreto y los herminianos sostuvieron que su maestro jamás había enseñado los errores de que le acusaban. En esto, Droste de Vischering fue elevado a la sede de Colonia. El nuevo prelado creyó de su deber adoptar una conducta opuesta a la de su predecesor y se apresuró a dar a la facultad de Bonn pruebas de su mala voluntad, mandando decir a los profesores que los dispensaba de asistir a su instalación y que no tendría ninguna consideración respecto a los grados que se confiriesen para ellos. Quiso poner en ejecución el decreto que había aledaño a las obras de Hermes sin haber obtenido el plácet del gobierno. Prohibió la lectura de estas obras y las prohibió también en la facultad. Los profesores no creyeron que debían obedecer unas órdenes que consideraban como ilegales; empeñaron la lucha contra el arzobispo publicando la Historia de las herejías, por Hilgers y el primer número del periódico destinado a propagar sus opiniones, y titulado Hermesische Zeitschrift. El arzobispo amenazó a los profesores con las censuras eclesiásticas; éstos teniendo a su frente al abad Achterfeldt, protestaron contra las amenazas del arzobispo y a fin de que no pusieran obstáculos a la publicación de su periódico, le imprimieron en Coblenza por un impresor protestante.
El arzobispo se quejaba particularmente de que los profesores publicaban libros sin haber obtenido el permiso para ello, lo cual era contrario alas leyes eclesiásticas. A fin de probar con evidencia que no reclamaba la ejecución de la ley más que para imposibilitar la publicación a la facultad, el profesor Braun envió a la censura arzobispal una traducción de la obra de Muratori, titulada Del uso de la razón en materia teológica. El arzobispo negó su aprobación y el impresor católico negó su concurso para la publicación. Este libro fue entonces entregado a la impresión fuera de la diócesis de Colonia.
El arzobispo, no pudiendo lograr poner silencio a los profesores, se dirigió a los discípulos que estaban trabajados por emisarios de los enemigos de la facultad. Muchos de entre ellos, ganados por estos encargados, redactaron una consulta en la cual pedían si se podía en conciencia seguir el curso de la facultad de Bonn. La consulta fue dirigida al arzobispo que se apresuró a declarar que no se podía seguirlos sin pecado. Esta decisión estaba fechada en 12 de enero de 1837. Algunos confesores se conformaron a ella y negaron la absolución a los discípulos que querían continuar haciendo sus estudios en la facultad. El abad Achterfeldt protestó nuevamente contra la decisión del arzobispo quien respondió con un interdicto lanzado contra este eclesiástico y contra los profesores de Braun, Hilgers y Weiler. El arzobispo borró al mismo tiempo del programa de los cursos las lecciones que le parecieron sospechosas. El gobierno prusiano intervino. Mr. de Hehfuss, consejero secreto y comisario del gobierno cerca de la universidad de Bonn creyó ganar al arzobispo haciéndole algunas concesiones y obligó a los profesores de la facultad de teología a firmar una declaración en la cual abandonaban los libros y las opiniones de Hermes.
Los amigos de este teólogo filósofo se lamentaban de que el arzobispo de Colonia obrase contra ellos de una manera tan poco mesurada. Nada se discutía acerca de las virtudes privadas de este prelado, pero todos comprendían que no se encontraba en estado de formarse una opinión personal sobre las cuestiones de que pretendía ser juez. No era la primera vez que se veían hombres estimables por sus virtudes, pero de poca capacidad, acaparados por una parcialidad oculta, que escondía bajo la exterioridad del celo por la ortodoxia las más malas pasiones. Los hertnesianos creyeron que podrían ilustrar a la corte de Roma acerca de las verdaderas opiniones de su maestro. Los profesores Braun de Bonn y Elvenick de Breslau partieron para esta ciudad. Habían adivinado perfectamente quienes eran sus verdaderos enemigos. Los jesuitas se encontraban en el fondo de todas las intrigas dirigidas contra las escuelas, que por su ciencia, les hacían sombra. Se dirigieron, pues, a los PP. Roothan, Rosaven y Perrone, considerados en la Compañía como los personajes más influyentes en las cuestiones doctrinales. Debemos presumir que no tuvieron éxito ninguno. El P. Perrone, que no sabía una palabra de alemán, recibió su lección hecha y se puso a combatir al hermesianismo que no conocía. Esto se probó de una manera tan perentoria que los más obstinados hubieran convenido en ello con un poco de más buena fe. Los jesuitas no escucharon a los profesores hermesianos, que salieron de Roma sin haber conseguido nada.
El gobierno prusiano que se había puesto de parte del arzobispo, tuvo pronto ocasión de arrepentirse. La cuestión de los matrimonios mixtos los puso a la sazón en guerra. Mr. de Rehfuss, que había mandado a excluir los libros de Hermes de la enseñanza de la universidad de Bonn, publicó un folleto en el que reveló todo lo que la conducta del arzobispo ofrecía de reprensible. Entonces se supo, por decirlo así, de una manera oficial que Mr. Droste de Viscbeving no había, desde su origen, respetado ninguna conveniencia respecto a los profesores de la facultad; que les había negado el permiso de justificarse de los errores que se les reprochaba; que no había querido ver sus escritos, ni darles sus instrucciones, ni indicarle por escritos los errores que denunciaba. El prelado no quería comprometerse y dar al mundo católico el espectáculo de un obispo que vitupera, que censura, que prohíbe, y que no comprende las cuestiones que dan lugar a todas estas medidas. Se negó hasta mandar vigilar los cursos, temiendo sin duda no tener nada que reprender en ellos. Por confesión de todos, los hermesianos eran recomendables tanto por sus virtudes como por su ciencia. La mayor parte de las facultades de teología de Alemania se adhirieron a sus opiniones. Este suceso, que hubiera debido empeñar a examinar más de cerca su causa era, por el contrario, el origen de las persecuciones de que eran objeto. 

## Conclusión
A pesar de sus explicaciones y sus pasos, los hermesianos fueron considerados por la iglesia oficial como teólogos sospechosos. Sus adversarios han exagerado con intención sus principios y han hecho desprender de ellos mil consecuencias absurdas y contradictorias. Hicieron de Hermes simultáneamente un pelagiano, un jansenista y le imputaron absurdos que no existían más que en su espíritu prevenido. En realidad, el hermesianismo no es más que el cartesianismo aplicado a la teología. Porque el autor pretendía indicar un método nuevo, se le reconvenía de sostener, que antes que él nadie había podido estar seguro de la verdad de la religión; se aplicaba a probar que su método no era general y que los ignorantes no podían servirse de él; se encontraba que era presuntuoso partir del pensamiento para demostrar la verdad, como si el hombre, cualquiera que sea, no debiera referirse en último análisis, a su pensamiento, como al medio necesario y único para conocer lo que se ofrece a su inteligencia; se quena creer que el primer principio de Hermes atacaba la autoridad de la Iglesia como si el hombre pudiese de otra manera que por su pensamiento conocer esta autoridad y su valor.
La doctrina de Hermes, mal comprendida, especialmente en Roma y sin embargo, condenada, no pudo ser sostenida abiertamente por los eclesiásticos que hubieran apelado a las persecuciones haciéndose solamente sospechosos. La escuela de Hermes desapareció, pues, delante de la arbitrariedad y el absolutismo pero sus ideas están esparcidas por todo lo que la iglesia de Alemania posee de más inteligente y de más docto. 